# Annabel Fay
Annabel Charlotte Fay (Auckland, 23 ottobre 1987) è una cantante neozelandese.

## Biografia
Figlia del multimilionario Michael Fay, avendo amato la musica fin dalla tenera età, Annabel Fay aveva pianificato di studiare musica al Columbia College di Chicago, ma quando è stata ascoltata da un promotore di musica ad una festa di Natale, è stata convinta a registrare una demo di cover. Queste sono state ascoltate Tracy Magan della Siren Records, che l'ha messa sotto contratto. Fay ha quindi iniziato a registrare il suo album di debutto, mettendo in secondo piano gli studi al college.
Il singolo di debutto della cantante, Lovin' You Baby, è stato pubblicato a fine 2006 ed ha raggiunto la 9ª posizione della classifica dei singoli neozelandese. È stato seguito dai brani Shake It Off e Strong, quest'ultimo piazzatosi in 18ª posizione in madrepatria. Il disco d'esordio eponimo è stato pubblicato su etichetta Siren Records il 21 agosto 2007 ed è stato prodotto da Brady Blade, ex batterista di Emmylou Harris. Ha raggiunto il suo picco al 30º posto della classifica degli album neozelandese e le è valso una candidatura ai New Zealand Music Awards 2008 come Migliore artista femminile.
Il secondo album, Show Me the Right Way, è uscito l'11 aprile 2011 e, seppur con vendite inferiori rispetto al precedente, ha segnato il miglior piazzamento della cantante in classifica, all'8º posto. È stato promosso dai singoli River, posizionatosi 10° a livello nazionale, Show Me the Right Way, che ha raggiunto la 16ª posizione, e Already Home. L'album e i videoclip dei singoli sono stati in parte finanziati dalla New Zealand On Air, suscitando numerose polemiche e critiche da parte della stampa neozelandese. Tra il 2012 e il 2013 sono stati diffusi i singoli Hold On e Warrior, volti ad anticipare il terzo album in studio, che tuttavia non è mai stato pubblicato. Nel 2015 Annabel Fay ha annunciato di star studiando per una laurea in psicologia al Santa Monica College, in California, e di mantenere la musica nella sua vita partecipando al coro del college.

## Discografia

### Album in studio
- 2007 – Annabelle Fay
- 2011 - Show Me the Right Way

### Singoli
- 2006 – Lovin' You Baby
- 2007 – Shake It Off
- 2007 – Strong
- 2010 – River
- 2011 – Show Me the Right Way
- 2011 – Already Home
- 2012 – Hold On
- 2013 – Warrior